# Wappen Tokelaus
Das Wappen Tokelaus, eines von Neuseeland abhängigen Gebiets, zeigt ein traditionelles Tuluma, wie es die Fischer der Insel zum Transport ihres Fanges benutzen. Ein weißes Kreuz in der Mitte des Tuluma und der Wahlspruch Tokelau mo te Atua (tokelauisch für Tokelau für Gott) symbolisieren die enge Verbundenheit der Einwohner mit dem Christentum.
Das Parlament von Tokelau genehmigte am 29. Mai 2008 das Design für eine neue Flagge und ein neues Wappen. Vor 2008 wurden die Flagge und das Wappen Neuseelands verwendet.